# Spanophatnus guillarmodi
Spanophatnus guillarmodi är en stekelart som beskrevs av Heinrich 1967. Spanophatnus guillarmodi ingår i släktet Spanophatnus och familjen brokparasitsteklar. Inga underarter finns listade i Catalogue of Life.